# Kerhart
Kerhart (ou Gerhart), mort le 22 mai 1001, fut abbé du monastère bénédictin de Saint-Gall de 990-1001.

## Biographie
Kerhart a commencé son abbatiat après le 27 janvier 990. Il a peut-être signé un hymne pour Gregoire le Grand. Il se peut qu’il soit son auteur ou compositeur.

## Actes
Dans l'histoire de l’abbaye de Saint-Gall, Kerhart se détache comme un mauvais gestionnaire. La perte des propriétés monastiques ainsi que la dégradation de la discipline monastique sous son abbatiat ont conduit à une scission du couvent. Un groupe d’opposants composés de fidèles conventuels plus âgés le portèrent en accusantion devant l’empereur Otton II. Le comte Muozo se précipita à son aide pour couper court à l’accusation. À la suite de cet événement, Kerhart n’a pas amélioré son abbatiat. Il sera remplacé  par l'abbé Purchard II.